# سونال شاه
سونال شاه (بالإنجليزية: Sonal Shah)‏ هي اقتصادية أمريكية، ولدت في 20 مايو 1968 في مومباي في الهند.